# Бери о Бак
Бери о Бак (фр. Berry-au-Bac) насеље је и општина у североисточној Француској у региону Пикардија, у департману Ен (Пикардија) која припада префектури Лаон.
По подацима из 2011. године у општини је живело 588 становника, а густина насељености је износила 72,59 становника/km². Општина се простире на површини од 8,1 km². Налази се на средњој надморској висини од 62 метара (максималној 91 m, а минималној 50 m).

## Демографија
| 1962. | 1968. | 1975. | 1982. | 1990. | 1999. | 2011. |
| ----- | ----- | ----- | ----- | ----- | ----- | ----- |
| 281   | 350   | 334   | 388   | 509   | 528   | 588   |

График промене броја становника у току последњих година